# Герб Новогродівки
Герб Новогродівки — офіційний символ міста Новогродівки Донецької області. Затверджений 21 серпня 2009 року рішенням №5/44-3 сесії Новогродівської міської ради.   

### Опис
Щит розтятий зеленим і чорним. У синій трикутній главі золоті промені. Поверх усього золота шахтарська лампа, протягнута в срібне зубчасте колесо. Щит обрамований гілками квітучого каштана, оповитими синьою стрічкою з написом "НОВОГРОДІВКА", і увінчаний срібною міською короною.